# Martwa piłka (NBA)
Ten artykuł opisuje zagadnienie koszykarskie zgodne z normami NBA.
Zasady w ligach FIBA, NCAA lub innych mogą różnić się od tutaj przedstawionych.
Piłka staje się lub pozostaje martwa, gdy:
- sędzia wydaje sygnał dźwiękowy gwizdkiem
- podczas rzutów wolnych (po którym gra nie zostaje kontynuowana - np. następuje po nim kolejny rzut wolny)
- po celnym rzucie z gry lub rzucie wolnym, dopóki nie zostanie wprowadzona do gry z autu
- po zakończeniu czasu gry danej części meczu[1].

Piłka ożywa, gdy:
- sędzia podrzuca ją podczas rzutu sędziowskiego
- jest w dyspozycji zawodnika podczas wprowadzenia piłki do gry z autu
- jest w dyspozycji zawodnika wykonującego rzuty wolne[2].

Piłka staje się żywa, gdy:
- piłka zostaje legalnie zbita podczas rzutu sędziowskiego
- piłka opuszcza ręce zawodnika wprowadzającego piłkę do gry z autu
- piłka opuszcza ręce zawodnika wykonującego rzut wolny, po którym gra jest kontynuowana[3].